# リチャード・ジョーダン
リチャード・ジョーダン（Richard Jordan、1937年7月19日 - 1993年8月30日）は、アメリカ合衆国ニューヨーク市出身の俳優。

## 略歴
舞台やミュージカルなどを経て映画界入りし、当初はロバート・ミッチャムらの弟分的存在として脇を固めていた。1960年代から本格的に映画に出演。TVでは刑事ドラマやギャングムービー、西部劇を中心に存在感を広めた。1974年の『ザ・ヤクザ』での頼りない青年役、続く『2300年未来への旅』での敵役、『インテリア』の堕落してゆく作家役など様々な難しい役柄をこなし、名バイプレーヤーとしての地位を確立した。大型TVドラマ『レ・ミゼラブル』では一転して主人公を演じアンソニー・パーキンスと渡り合い、ラブロマンス『オールド・ボーイフレンズ』などにも出演した。
その後、1980年代に入ると渋みを増して、頼もしい協力者的な役柄や、権力を横暴に振りかざす悪役を得意とした。1990年代はコミカルな作品でも個性を発揮したが、1993年、脳腫瘍により他界した。代表作に『摩天楼はバラ色に』、『タイムボンバー』などがある。

## 出演作品
- 追跡者 Lawman (1971)
- 追撃のバラード Valdez Is Coming (1971)
- チャトズ・ランド Chato's Land (1972)
- ザ・ヤクザ The Yakuza (1974)
- 2300年未来への旅 Logan's Run (1976)
- オレゴン魂 Rooster Cogburn (1976)
- インテリア Interiors (1978)
- レ・ミゼラブル Les Misérables (1978)
- オールド・ボーイフレンズ Old Boyfriends (1979)
- レイズ・ザ・タイタニック Raise the Titanic! (1980)
- ヒトラー最期の日 The Bunker (1981)
- デューン/砂の惑星 Dune (1984)
- 殺しの季節（英語版）The Mean Season (1985)
- メンズクラブ/真夜中の情事 The Men's Club (1986)
- 太陽の7人 Solarbabies (1986)
- 摩天楼はバラ色に The Secret of My Succe$s (1987)
- クライムシティ2/消えたマコール(1987)
- 七十年目の審判 The Murder of Mary Phagan (1987)
- レッド・オクトーバーを追え! The Hunt for Red October (1990)
- タイムボンバー Timebomb (1991)
- 過ぎゆく夏 Shout（1992)
- ダンク・ストリート Heaven Is a Playground (1993)
- 黒豹のバラード Posse (1993)
- ゲディス・バーグの戦い/南北戦争運命の3日間 Gettysburg（1993)